# Tidarren scenicum
Tidarren scenicum är en spindelart som först beskrevs av Tord Tamerlan Teodor Thorell 1899.  Tidarren scenicum ingår i släktet Tidarren och familjen klotspindlar. Inga underarter finns listade i Catalogue of Life.